# 380 î.Hr.

## Nașteri
- dată necunoscută: Darius al III-lea ultimul împărat al Imperiului Ahemenid (d. 330 î.Hr.)
- dată necunoscută: Anaximene din Lampsacus retorician și istoric grec antic (d. 320 î.Hr.)